# معركة شنت بجنت
معركة شنت بجنت (بالإسبانية: Batalla de Torrevicente)‏ هي معركة دارت في 4 محرم 371 هـ / 14 يوليو 981 بين اثنين من قادة الدولة الأموية في الأندلس غالب بن عبد الرحمن الناصري صاحب مدينة سالم والمنصور بن أبي عامر حاجب الخليفة هشام المؤيد بالله. شاركت قوتان مسيحيتان إلى جانب غالب من البشكنس بقيادة راميرو غارسيث ملك بقيرة والقشتاليين بقيادة غارسيا فرنانديث كونت قشتالة. وقد قتل غالب وراميرو خلال المعركة، التي انتهت بنصر ابن أبي عامر، أمّن سلطته حتى 996. وتكريمًا لانتصاره في تلك المعركة، صدر مرسوم من الخليفة بتلقيبه بـ «المنصور بالله».

## البداية
بعد أن سحق المنصور بن أبي عامر كل معارضة له داخل القصر، فلم يبق أمامه إلا غالب بن عبد الرحمن الناصري قائد الثغر الأدنى وأمير جيوش التخوم ووالد زوجته أسماء. وسرعان مااصطدم القائدان. فلم يرض غالب الناصري قائد الجيش العجوز من الخضوع لابن أبي عامر، الذي كرس نفسه لتعزيز سلطته والسيطرة على الخليفة. فقد اعتقد غالب أن مناورات المنصور، مثل بناء قصره الفخم الجديد، وتعزيز وحداته العسكرية بالبربر، وسيطرته المتزايدة على الخليفة  بأن ذلك في النهاية سيضر بالخلافة الأموية.
من جانبه اعتبر ابن أبي عامر أن استمرار مكانة وهيبة والد زوجته العسكرية تضعف من قوته العسكرية، على الرغم من حملات الانتصار المتتالية. فقد كان يخشى ثورة القائد غالب الناصري عليه لأنه يعرف مقدرته ومهارته العسكرية التي يتمتع بها، فهي تفوق مقدرته هو نفسه. فما كان للمنصور إلا أن جعل عنده ندا له، وهذا الند كان جعفر بن علي بن حمدون الأندلسي أحد زعماء بني برزال البربرية الذي برز في الصراع بين الفاطميين والأمويين على المغرب الأقصى. فاستدعاه المنصور إلى قرطبة، فدخلها جعفر بجيش كبير من البربر قدر عددهم بـ 600 مقاتل بعد أن استخلف أخاه يحيى على المغرب، فأسكنه المنصور في قصر العقاب، واصدر له مرسوما من الخليفة بتوليته الوزارة. وقد طلب المنصور المدد من الجنود من العدوة المغربية استعدادًا لمواجهة القائد غالب.

## ماقبل المعركة
عندما علم القائد غالب بوصول جعفر بن حمدون مع جيشه إلى الأندلس أدرك مخطط المنصور للإطاحة به، فأراد التخلص منه بسرعة. فدعاه وهو ذاهب في إحدى حملاته إلى قشتالة على وليمة في أنتيسة إحدى مدن الثغر الأدنى سنة 370 هـ / 981م. ولما قدم إليه المنصور، انفرد غالب بالاجتماع معه، وأخذ يعاتبه على سياسته في الدولة وحجر هشام في القصر. واشتد النقاش بينهما، فما كان من غالب إلا أن أخرج سيفه وضرب المنصور فأصابه بجراح بسيطة في أصابعه وصدغه، وكاد أن يقتله لولا أن المنصور استطاع أن يفر من أمامه ويركب فرسه هاربا من القلعة. بقي غالب في قلعة أنتيسة، أما المنصور فقد رد بمهاجمة مدينة سالم حيث قصر القائد غالب وأسرته، فاستولى عليها وعلى جميع ممتلكاته من الأموال ووزعها على جيشه. وقد انهت مواجهة المنصور مع غالب المحصن في أنتيسة حملته الكبيرة ضد قشتالة التي كان من المفترض أن تكون الثانية له منذ 366 هـ/ 977م. وعاد إلى قرطبة وهو ينوي التجهيز لقتال غالب، الذي استعان بقوات راميرو غارسيز ملك بقيرة [الإنجليزية].

## المعركة
وبعد عودة المنصور إلى قرطبة أخذ يتأهب للاستعداد لخوض حرب عنيفة ضد صهره غالب، ولما اكتمل له ذلك سار بجيشه إلى مدينة سالم لملاقاته. وعندما اقترب منها، خرج إليه القائد غالب في جيش كبير وفيه عدد ضخم من النصارى من البشكنس بقيادة ملكهم راميرو غارسيث ملك بقيرة. ونزل المنصور حصن شنت بجنت (بالإسبانية: San Vicente)‏ بالقرب من أنتيسة في يوم الخميس 2 محرم 371هـ / 14 يوليو 981. تولى ابن أبي عامر قيادة القلب، بينما تولى أبي يعفر بن علي الزعبي وأخيه يحيى قيادة الميمنة التي كانت من البربر، والميسرة بقيادة أحمد بن حزم وأبي الأحوص معن بن عبد العزيز التجيبي والحسن بن عبد الودود السلمي. فاشتعلت نيران الحرب التي استمرت ثلاثة أيام، وفي اليوم الأخير منها وهو يوم السبت 4 محرم 371 هـ / اشتد القتال بين المنصور وغالب في كل جبهة من ساحة القتال، وأقبل القائد غالب وهو راكب فرسه وعلى رأسه خوذة مذهبة مرتفعة السمك، وقد عصبها بعصابة حمراء علامة له في المعركة، وقد قارب الثمانين من عمره. وهاجم الميمنة والميسرة لجيش المنصور فهزمهم، بينما بقي قلب الجيش بقيادة المنصور ثابتا. والمنصور يصفق بيديه مندهشا من هزيمة جيشه في الميمنة والميسرة، وأخذت رجلاه تضطربان من التفوق الذي أحرزه القائد غالب عليه في هذه المعركة، والذي أصبح فيها شبه مهزوم أمام كثافة وبسالة جيش صهره. وفي معمعة المعركة دعا غالب ربّه قائلاً: «اللهم إن كنت أصلح للمسلمين من ابن أبي عامر فانصرني، وإن كان هو الأصلح لهم فانصره.» ثم اشتد غالب في حملته على المنصور ومالبث أن سقط من على فرسه، ولا أثر لسلاح على جسمه، وقيل أن قربوس سرجه أصاب جانب قلبه، وقيل غير ذلك، فلم يتفقوا في سبب موته. وقد زعم بعض غلمانه أنه ذهب عنهم من المعركة وظنوا أنه يريد قضاء الحاجة، فلما أبطأ ساروا في أثره فوجوده ساقطا ميتا وفرسه بقربه، فظهر الخوف والرعب على وجوههم. وذهب رجل من أصحاب القائد غالب إلى المنصور يخبره بموت صهره، فلم يصدقه حتى أحضر إليه خاتم غالب ورأسه، فخر المنصور ساجدًا، وكبر جيشه حتى ارتعب قلوب النصارى في جيش القائد غالب، وفرّ جانب كبير من جنده. حينها أوقع جند ابن أبي عامر هزيمة كبيرة بجنود حلفاء غالب المسيحيين. استطاع غارسيا أن يفر، فيما وجد راميرو بين القتلى. ونتيجة لوفاة القائد غالب، استسلم مناصروه للمنصور وسلموه القلاع التي كانت تحت حكم قائدهم مثل: أنتيسة وقلعة أيوب.
وكانت تلك المعركة من أشد المعارك التي واجهت المنصور في حياته القتالية، إذ كاد ان يفقد حياته مرتين لو لم ينقذه القدر: الأولى عندما فر من وجه القائد غالب في القلعة، والأخرى عندما سقط خصمه غالب من فوق حصانه في أشد الظروف حرجا له.
واصل ابن أبي عامر حملته فاستولى على أنتيسة وقلعة أيوب، ثم عاد إلى قرطبة، وتكريمًا لانتصاره في تلك المعركة، صدر مرسوم من الخليفة بتلقيبه بلقب «المنصور بالله».

### الأجنبية
- Cañada Juste، Alberto (1982). "Un milenario navarro: Ramiro Garcés, rey de Viguera". Príncipe de Viana. ج. 42: 21–37.
- Martínez Díez، Gonzalo (2005). El condado de Castilla, 711–1038: La historia frente a la leyenda. Barcelona: Marcial Pons Historia. ص. 495–500.
- Ruiz Asencio، J. M. (1968). "Campañas de Almanzor contra el reino de León (981–986)". Anuario de Estudios Medievales. ج. 5: 31–64.
- Ubieto Arteta، Antonio (1950). "Monarcas navarros olvidados: los reyes de Viguera". Hispania. ج. 10 ع. 38: 3–24.

### العربية
- ابن عذاري، أبو العباس أحمد بن محمد (1980). البيان المغرب في اختصار أخبار ملوك الأندلس والمغرب. بيروت: دار الثقافة.
- المقري، أبو العباس أحمد بن محمد بن أحمد (1968). نفح الطيب من غصن الأندلس الرطيب - المجلد الأول والثالث. دار صادر، بيروت.
- عنان، محمد عبد الله (1997). دولة الإسلام في الأندلس، الجزء الأول. القاهرة: مكتبة الخانجي. ISBN:977-505-082-4. {{استشهاد بكتاب}}: تأكد من صحة |isbn= القيمة: checksum (مساعدة)
- ابن الخطيب، ذو الوزارتين لسان الدين (1956). اعمال الأعلام : فيمن بويع قبل الاحتلام من ملوك الإسلام. بيروت.{{استشهاد بكتاب}}:  صيانة الاستشهاد: مكان بدون ناشر (link)
- بيضون، ابراهيم (1986). الدولة العربية في إسبانيا، من الفتح حتى سقوط الخلافة. بيروت: دار النهضة العربية.